# Rock-A-Hula Baby
"Rock-A-Hula Baby ("Twist" Special)" er en sang fra 1961 indspillet af Elvis Presley og opført i filmen Blue Hawaii fra 1961. Sangen blev ligeledes udgivet som single.

## Baggrund
Sangen blev indspillet den 23. marts 1961 på Radio Recorders i Hollywood, Californien, og RCA Victor 45-singlen blev udgivet den 1. oktober 1961. Steve Sholes producerede studieoptagelsen. Bandet The Jordanaires leverede baggrunds-kor.
Sangen blev udgivet af Gladys Music, Inc., Elvis Presleys forlag. Den er skrevet af Ben Weisman, Fred Wise, og Dolores Fuller; og er et genre-mix af Hawaii-musik, folk samt rock and roll. Det var den første sang udgivet af Fuller, som siden skrev en række sange til Presley.
Titelsangen til animationsfilmen Rock, rul og hanegal fra 1991, indeholdt en parodi på "Rock-A-Hula Baby" opført af de virkelige The Jordanaires, der havde sagt ja til at medvirke.

## Hitlister
"Rock-A-Hula Baby" toppede som nr. 23 på USA på Billboards pop-singlehitliste, blev nr. 1 i Australien, nr. 4 i Canada og nr. 1 på Filippinerne. I Storbritannien hvor det var en dobbelt A-sidet udgivelse sammen med "Can't Help Falling in Love", toppede den som nr. 1 på UK Singles Chart i februar 1962 og tilbragte fire uger på denne hitliste. Da den blev genudgivet i marts 2005, blev den nr. 3 i Storbritannien og beholdt pladsen i fire uger.

## Andre optagelser
Paul Rich, Werner Müller og The London Festival Orchestra & Chorus, Tulsa McLean, Pop Will Eat Itself, Martin Fontaine, Stephen Collins, Terry Buchwald og Steven Pitman har ligeledes indspillet sangen.